# قائمة بلديات ولاية برج باجي مختار
للبلديات الأخرى، انظر في قائمة بلديات الجزائر.
قائمة بلديات برج باجي مختار الجزائرية، الولاية التي أنشئت عام 2019:
1. برج باجي مختار
2. تيمياوين